# Ecuadordikbekje
Het ecuadordikbekje (Amaurospiza aequatorialis) is een zangvogel uit de familie Cardinalidae (kardinaalachtigen).

## Verspreiding en leefgebied
Deze soort komt voor in de bergen van zuidwestelijk Colombia (Nariño) tot noordelijk Peru (Cajamarca).